# Vlkovice (Fulnek)

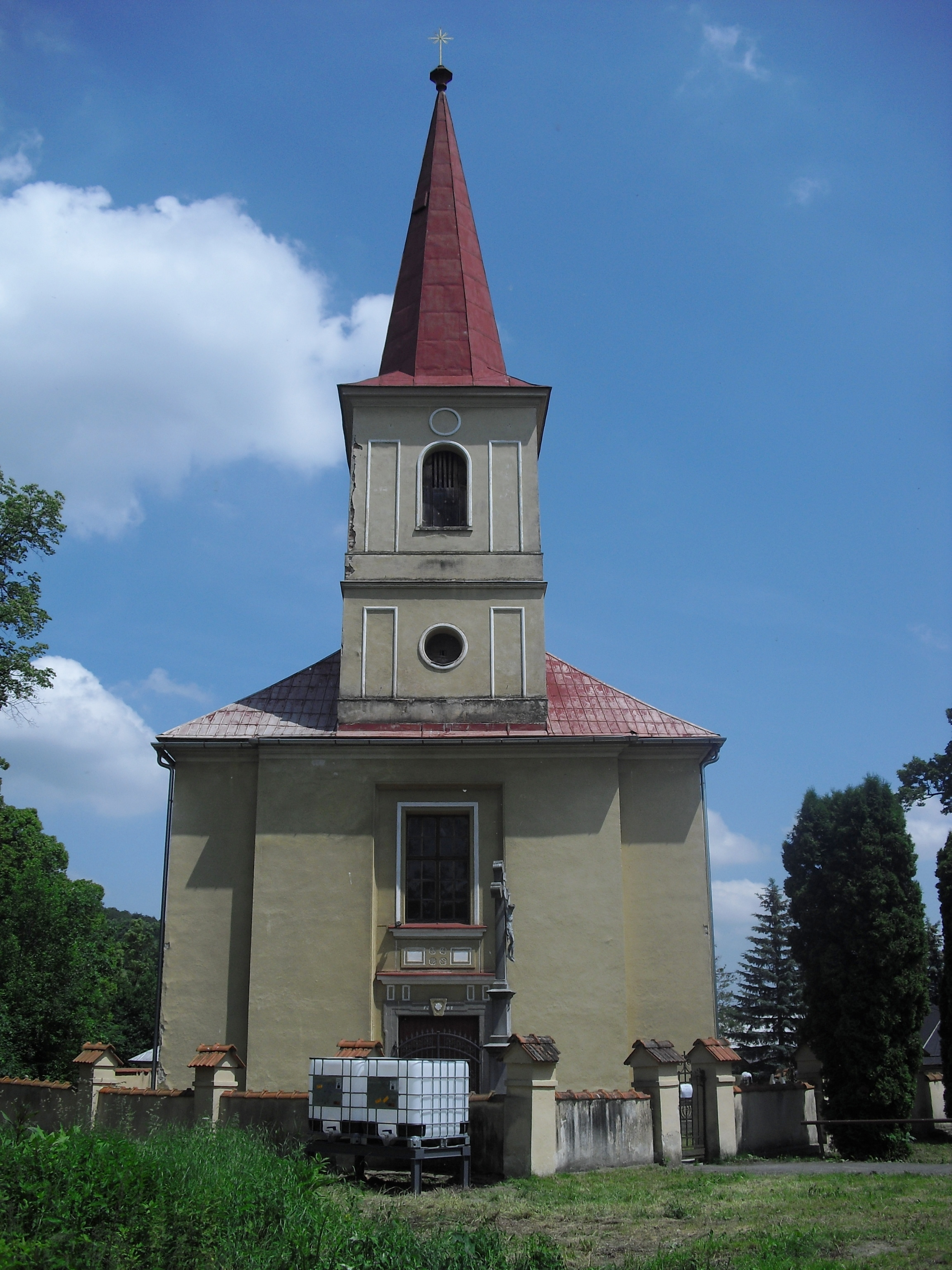
Kirche St. Nikolaus

Vlkovice  (deutsch Wolfsdorf bei Fulnek) ist ein Ortsteil der Stadt Fulnek in Tschechien, der auf beiden Seiten der mährisch-schlesischen Landesgrenze liegt. Er befindet sich im Okres Nový Jičín in der Mährisch-Schlesischen Region, zwischen Ostrau (ca. 40 km) und Olmütz (ca. 60 km). 

## Geographie
Vlkovice liegt etwa 3 km nordwestlich von Fulnek im Tal des Gans-Baches, der durch das Dorf fließt und fast die gesamte Grenze zwischen den zwei ursprünglich getrennten Gemeinden, dem mährischen Wolfsdorf und dem schlesischen Wolfsdorf, die 1949 zusammengelegt wurden, sowie die historische Landgrenze zwischen Mähren und Schlesien bildet. Das Tal ist von bewaldeten Hügeln umgeben. Der Ort ist sehr gut für touristische Aktivitäten geeignet.
Nachbarorte sind Vrchy  und Dolejší Kunčice im Norden, Jerlochovice und Fulnek im Südosten, Tošovice und Vítovka im Süden sowie Véska im Westen.

## Geschichte
Die früheste schriftliche Erwähnung stammt aus dem Jahr 1374, wo das mährische Wolfsdorf als Klein Wolfsdorf und das schlesische Wolfsdorf als Groß Wolfsdorf bezeichnet wird. Mährisch Wolfsdorf gehörte während der gesamten Feudalzeit zur Herrschaft Fulnek, während Schlesisch Wolfsdorf Teil der Odrauer Herrschaft war. Im Jahr 1360 wird das Erblehen von Schlesisch Wolfsdorf erwähnt, im gleichen Zeitraum (1357–1380) das von Mährisch Wolfsdorf.
In den Jahren 1357–1380 wurde Mährisch Wolfsdorf an Fulnek und Schlesisch Wolfsdorf an Dörfel angeschlossen. Seit dem 18. Jahrhundert hatten die beiden Dörfer eine gemeinsame Schule auf der schlesischen Seite. Die Einwohner verdienten ihren Lebensunterhalt mit der Landwirtschaft.
Nach 1850 gehörte Mährisch Wolfsdorf zum benachbarten Bezirk Fulnek und zum politischen Bezirk Neutitschein, während Schlesisch Wolfsdorf Teil des Gerichtsbezirks Odrau und des politischen Bezirks Troppau war. Mährisch Wolfsdorf war zwischen 1850 und 1869 ein Ortsteil von Gerlsdorf und wurde dann unabhängig. 
Nach dem Münchner Abkommen wurden beide Gemeinden 1938 dem Deutschen Reich zugesprochen und gehörten bis 1945 zum Landkreis Neu Titschein. Im Jahre 1943 wurden Mährisch Wolfsdorf und Schlesisch Wolfsdorf zu einer Gemeinde Wolfsdorf bei Fulnek zusammengeschlossen. Der Ort wurde am 5. Mai 1945 befreit. Nach dem Ende des Zweiten Weltkrieges kam Vlkovice zur Tschechoslowakei zurück, die Gemeindefusion wurde wieder aufgehoben. Die meisten der etwa 450 deutschsprachigen Bewohner wurden 1946 vertrieben und das Dorf neu besiedelt. Bei der Verwaltungsreform im Jahr 1949 wurden beide Dörfer Teil des neu gebildeten Okres Vítkov und nach 1960 des Okres Nový Jičín. 
Der erneute Zusammenschluss von Moravské Vlkovice und Slezské Vlkovice zur Gemeinde Vlkovice wurde am 20. Dezember 1949 vollzogen und durch Beschlüsse der Nationalausschüsse (MNV) beider Gemeinden genehmigt. 1950 hatte der Ort 261 Einwohner. Im Jahr 1964 wurde das Dorf Kunzendorf am Steinbach nach Wolfsdorf eingemeindet. Vlkovice wurde am 1. April 1976 nach Fulnek eingegliedert.

## Ortsgliederung
Der Ortsteil Vlkovice besteht aus den Grundsiedlungseinheiten Moravské Vlkovice und Slezské Vlkovice, die zugleich auch Katastralbezirke bilden. 

## Wappen
Das Siegel des schlesischen Wolfsdorf bestand seit 1713 aus einer Pflugschar in einem Wappen. Später wurde das Bild dieser grundlegenden Teile des Pfluges durch drei Getreideähren ergänzt. Seit Anfang des 18. Jahrhunderts hatte Mährisch Wolfsdorf das gleiche Siegel wie Seitendorf und andere Dörfer der Herrschaft Fulnek. In der zweiten Hälfte des 18. Jahrhunderts wurde eine neue Schrift mit dem sogenannten sprechenden Zeichen – einem laufenden Wolf – geschaffen.

## Institutionen
Am südlichen Rande des Dorfes befindet sich das Erholungszentrum Dětský mlýn (Kinder-Mühle) – eine Schule in der Natur, die aus einer alten Wassermühle zu einer modernen Unterkunft für Kinder umgebaut wurde. 
Die Vereinte landwirtschaftliche Genossenschaft (JZD) wurde 1956 in Vlkovice gegründet und war später Teil der Wirtschaftseinheit JZD Mír mit Sitz in Fulnek. Heute werden die Felder, die der Gemeinde Wolfsdorf gehören, von der ZOD Slezská dubina Dittersdorf verwaltet.
Bis vor kurzem gab es auch eine Grundschule für die erste Klasse. Im Dorf gibt es eine Bücherei, die derzeit nicht mehr genutzt wird. Ein moderner Schießstand befindet sich bei der St. Hubertus-Kapelle.
Die Kirche St. Nikolaus im nördlichen Teil des Dorfes steht an der Straße nach Groß Hermsdorf. Das heutige Gebäude wurde 1807 an der Stelle einer älteren Kirche errichtet.

## Sehenswürdigkeiten
- Denkmal für die Gefallenen des 1. Weltkrieges im Ortszentrum, errichtet 1922
- Friedhof-Gedenkstätte der ehemaligen deutschen Bewohner, errichtet 2007
- Jünger-Feldkapelle, am nördlichen Ortsrand; wurde wiederaufgebaut und am 30. Juli 2005 dem Heiligen Hubertus geweiht.
- mehrere Gedenk-Kreuze und Bildstöcke

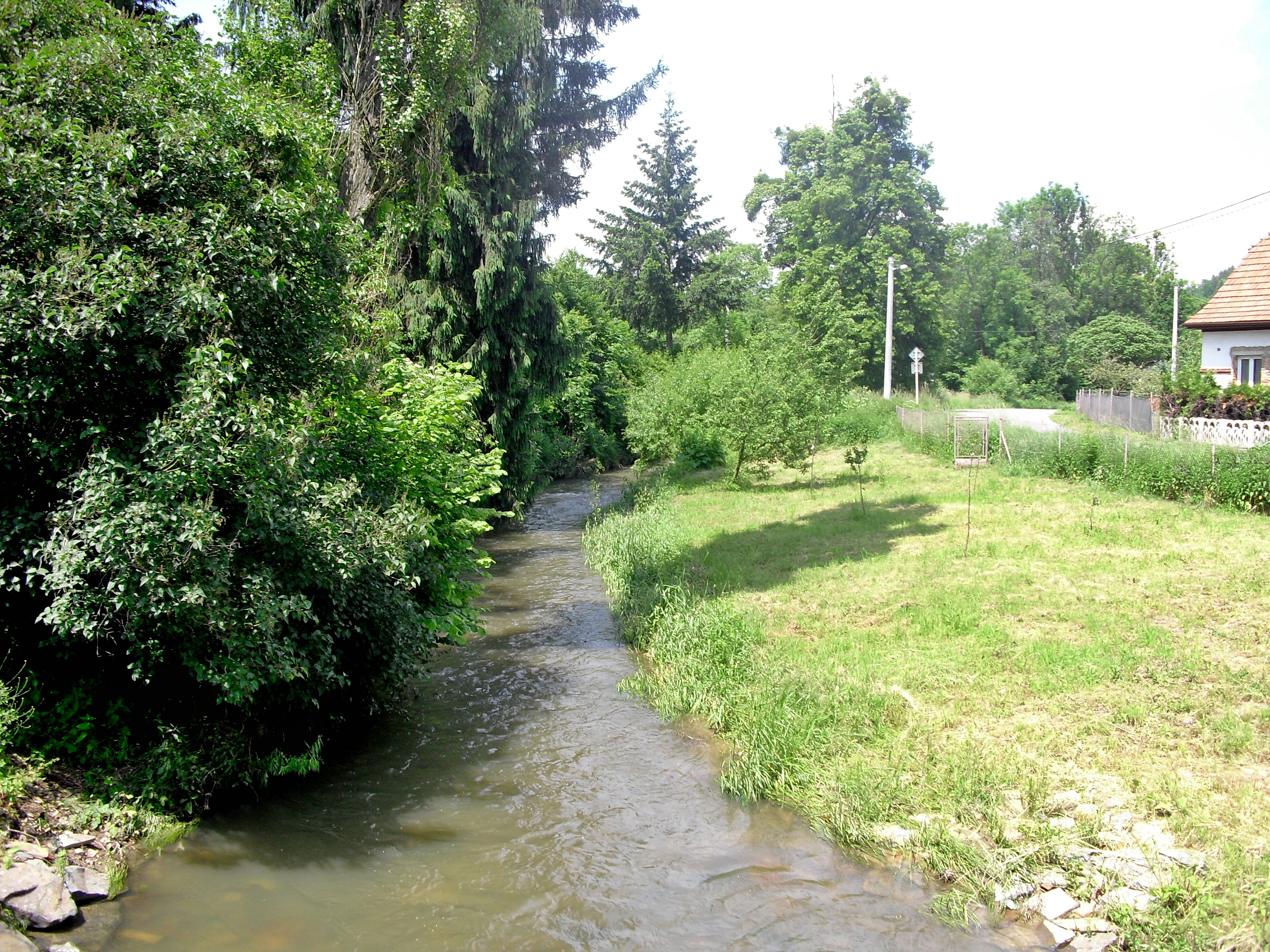
Gans-Bach in Wolfsdorf
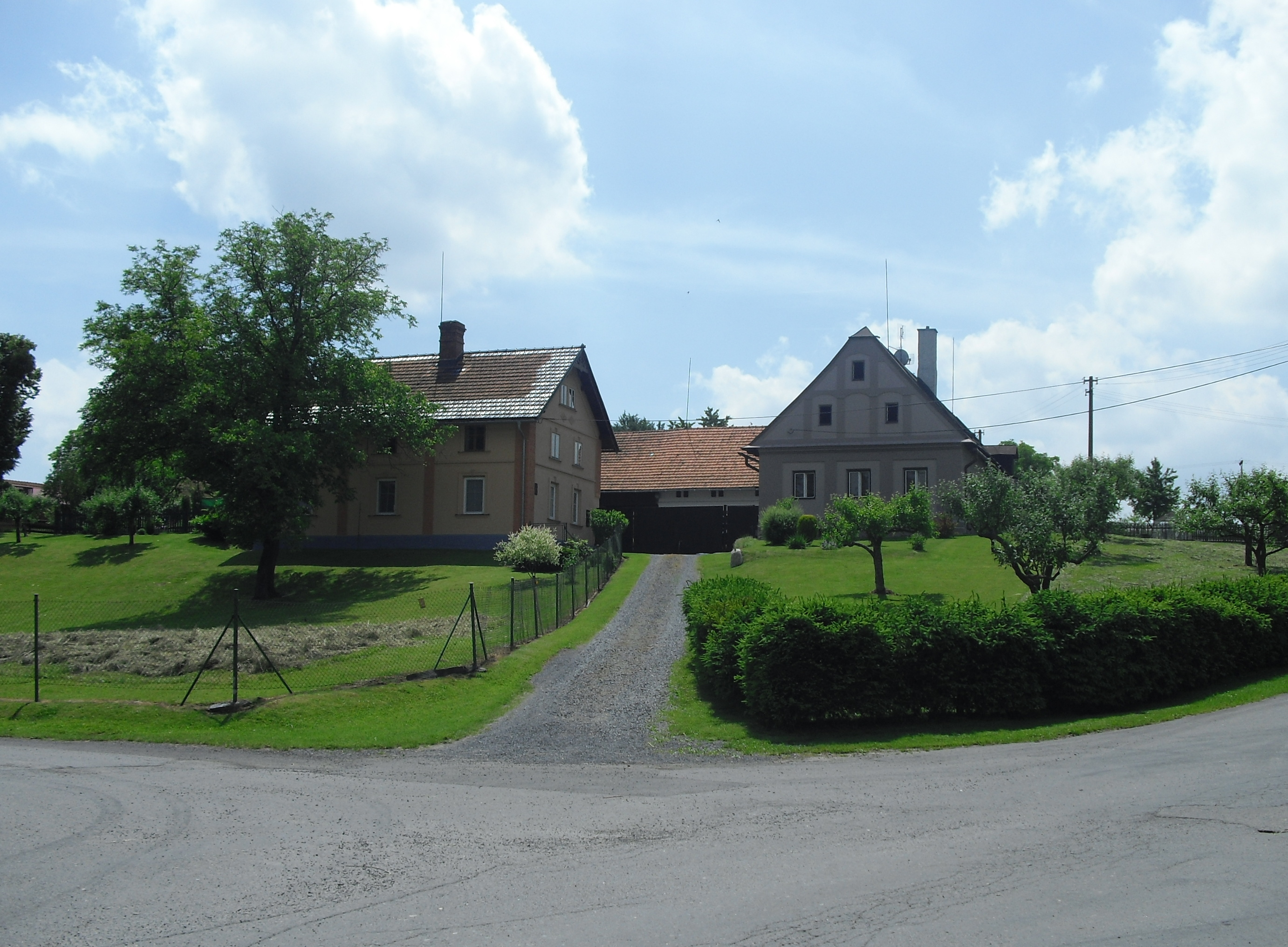
Bauernhaus Nr. 70
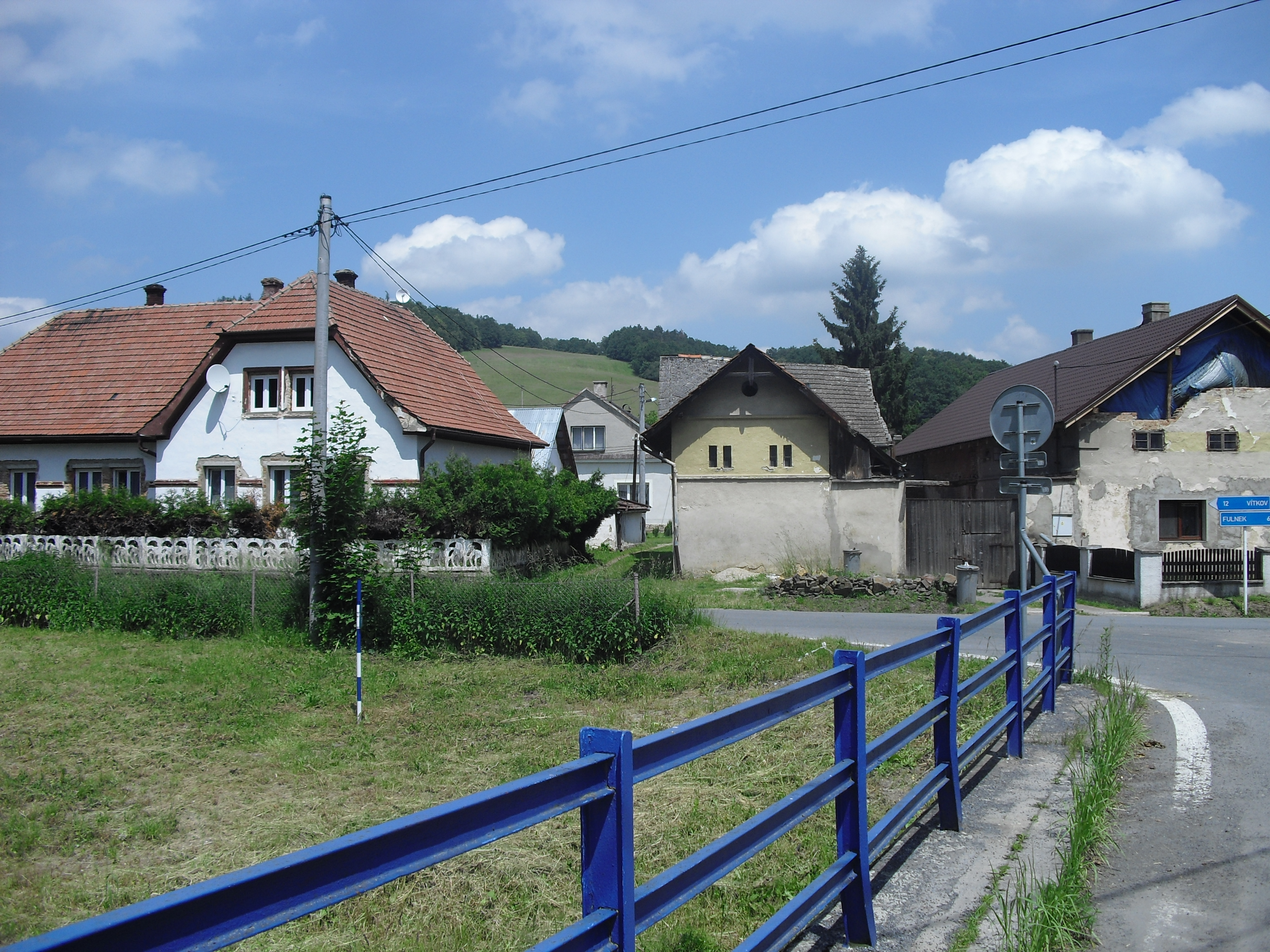
Brücke über den Gans-Bach
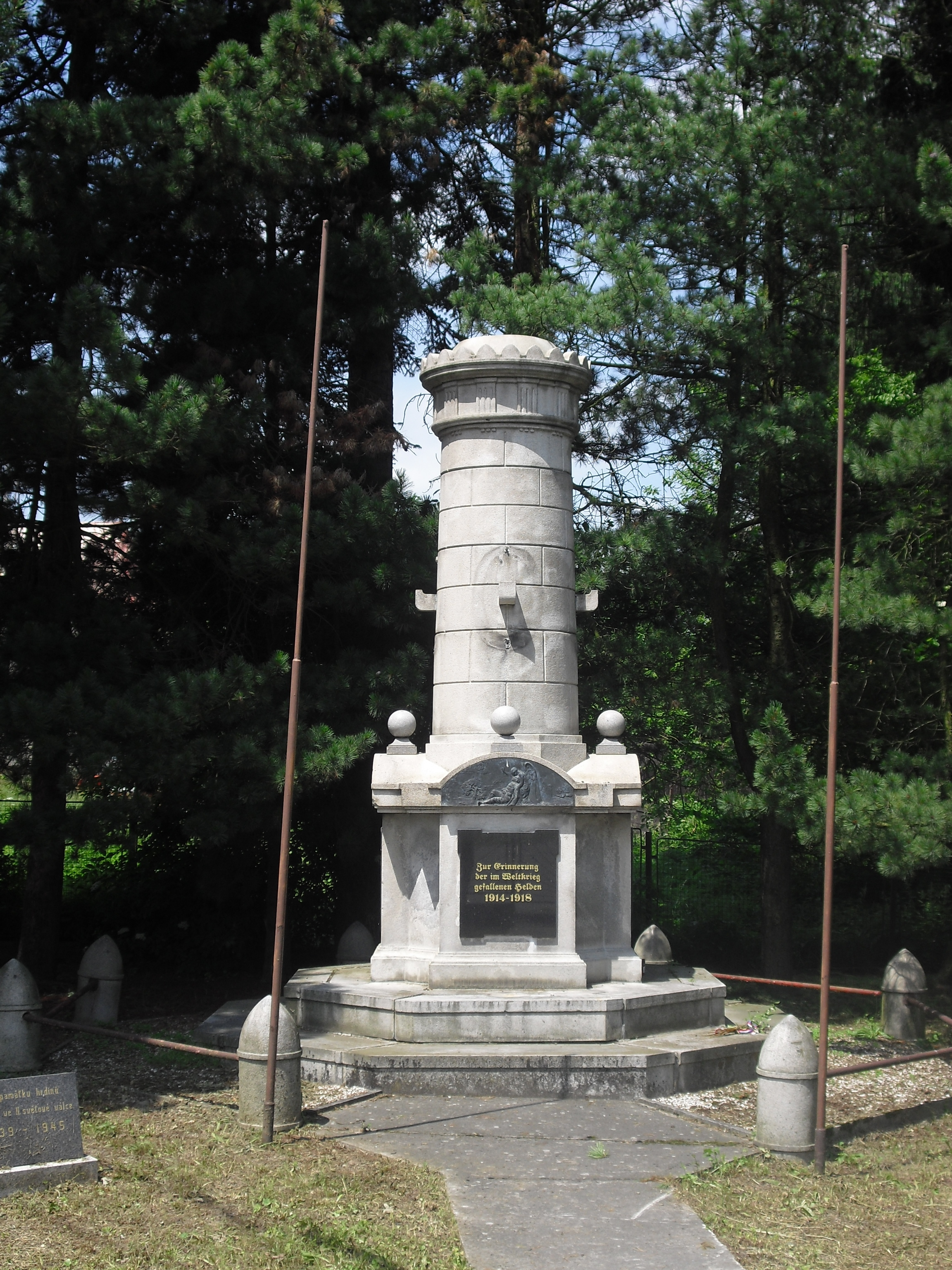
Denkmal für die Gefallenen des 1. Weltkrieges
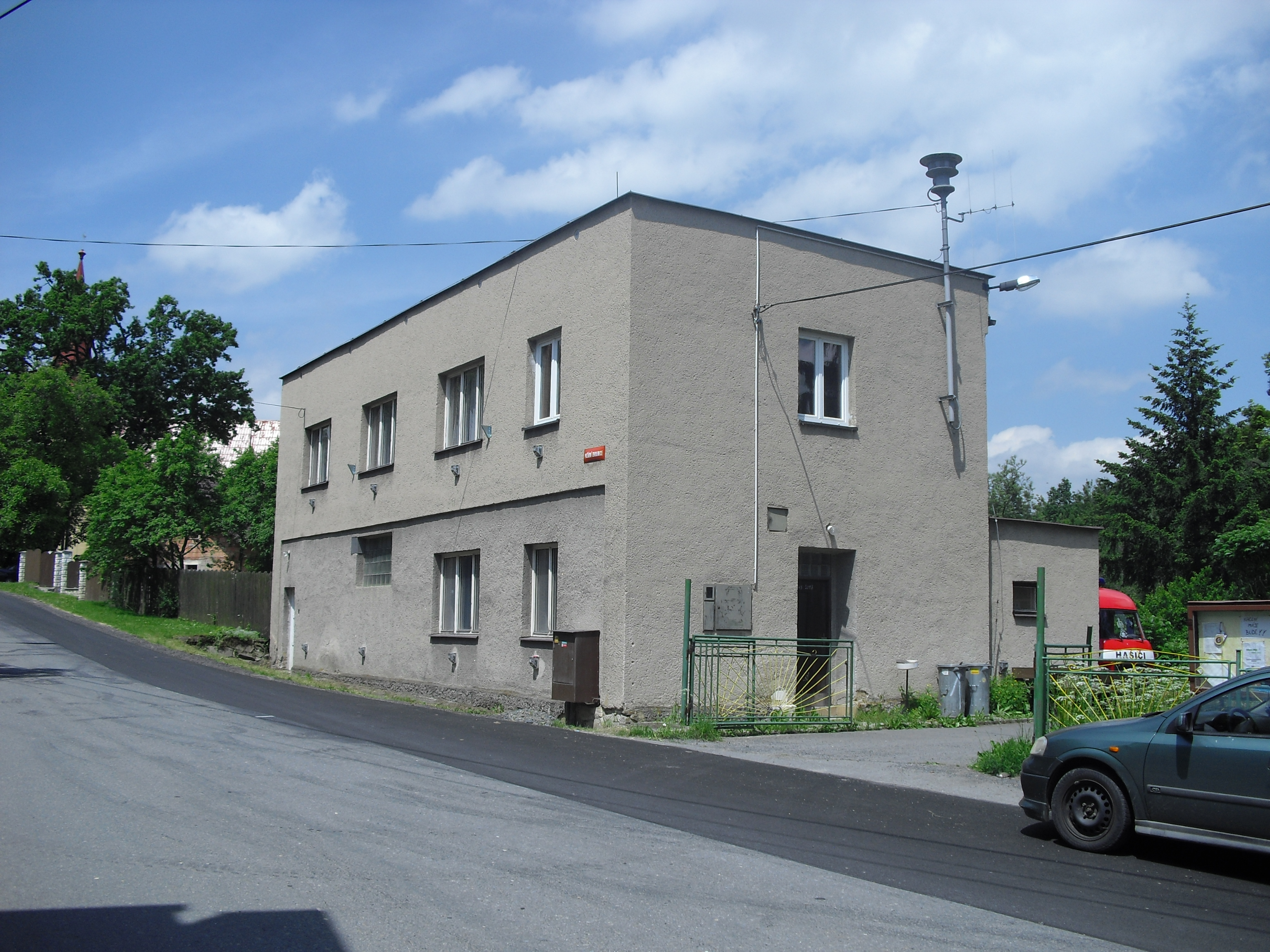
Feuerwehr